# Mistrzostwa Polski w Badmintonie 1993
29. Mistrzostwa Polski w Badmintonie 1993 odbyły się w dniach 7 - 9 maja 1993 w Krakowie

## Medaliści
| Konkurencja:            | Złoto:                                                               | Srebro:                                                                  | Brąz: |
| gra pojedyncza kobiet   | Katarzyna Krasowska (Technik Głubczyce)                              | Wioletta Wilk (Motus Koszalin)                                           | Monika Lipińska (Polonez Warszawa) Marzena Kozłowska (Motus Koszalin)                                                                      |
| gra pojedyncza mężczyzn | Jacek Hankiewicz (Polonez Warszawa)                                  | Dariusz Zięba (Polonez Warszawa)                                         | Mariusz Borowiec (Polonez Warszawa) Artur Zbroński (SKB Suwałki)                                                                           |
| gra podwójna kobiet     | Bożena Bąk (Technik Głubczyce) Bożena Haracz (Technik Głubczyce)     | Elżbieta Grzybek (Polonez Warszawa) Beata Syta (Polonez Warszawa)        | Marta Lipińska (Polonez Warszawa) Sylwia Rutkiewicz (Polonez Warszawa) Dorota Grzejdak (Motus Koszalin) Marzena Kozłowska (Motus Koszalin) |
| gra podwójna mężczyzn   | Jacek Hankiewicz (Polonez Warszawa) Dariusz Zięba (Polonez Warszawa) | Dariusz Kaczmarczyk (Wilga Garwolin) Robert Mateusiak (Polonez Warszawa) | Adrian Bąk (Technik Głubczyce) Piotr Mazur (Technik Głubczyce) Mariusz Borowiec (Polonez Warszawa) Grzegorz Szymański (Polonez Warszawa)   |
| gra mieszana            | Jerzy Dołhan (Technik Głubczyce) Bożena Haracz (Technik Głubczyce)   | Paweł Wasilewski (Stal Płock) Elżbieta Grzybek (Polonez Warszawa)        | Wiesław Rychlik (AZS AGH Kraków) Joanna Bednarska (AZS AGH Kraków) Damian Pławecki (AZS UW Warszawa) Edyta Buziecka (AZS UW Warszawa)      |